# Paralaxita hewitsoni
Paralaxita hewitsoni is een vlindersoort uit de familie van de prachtvlinders (Riodinidae), onderfamilie Nemeobiinae.
Paralaxita hewitsoni werd in 1895 beschreven door Röber.